# Рудольф Шендель
Рудольф Шендель (нім. Rudolf Schendel; 10 січня 1914, Шпандау — 12 квітня 1970) — німецький офіцер-підводник, корветтен-капітан крігсмаріне.

## Біографія
1 квітня 1932 року вступив на флот. З травня 1938 року — 1-й вахтовий офіцер легкого крейсера «Емден». В квітні-жовтні 1940 року пройшов курс підводника. З 8 листопада 1940 по 31 травня 1941 року — командир підводного човна U-19, з 26 липня 1841 по 2 лютого 1943 року — U-134, на якому здійснив 7 походів (разом 271 день в морі) і потопив 3 кораблі загальною водотоннажністю 12 147 тонн.
| Дата              | Назва корабля | Тип               | Тоннаж | Вантаж                                                                            | Екіпаж          | Загинули | Країна             | Конвой |
| ----------------- | ------------- | ----------------- | ------ | --------------------------------------------------------------------------------- | --------------- | -------- | ------------------ | ------ |
| 9 грудня 1941     | Steinbek      | Торговий пароплав | 2,185  | Баласт                                                                            | ? (12 вцілілих) | ?        | Третій Рейх        |        |
| 2 січня 1942      | Waziristan    | Торговий пароплав | 5,135  | 3700 тонн військових припасів, у тому числі 1000 тонн міді і 410 вантажівок Ford  | 47              | 47       | Британська імперія | PQ-7A  |
| 14 листопада 1942 | Scapa Flow    | Торговий пароплав | 4,827  | 4500 тонн марганцевої руди, 1500 тонн латексу в бочках і 500 тонн пресованої гуми | 60              | 33       | Панама             |        |

З березня 1943 по квітень 1944 року — командир роти 1-ї навчальної дивізії підводних човнів. В червні-липні 1944 року — заступник командира 19-ї флотилії. З 21 вересня 1944 по 8 квітня 1945 року — командир U-2509. 9-20 квітня служив в сухопутній протитанковій частині. З 20 квітня по 3 травня 1945 року — командир U-2520.

## Звання
- Кандидат в офіцери (1 квітня 1932)
- Морський кадет (4 листопада 1932)
- Фенріх-цур-зее (1 квітня 1934)
- Оберфенріх-цур-зее (1 вересня 1935)
- Лейтенант-цур-зее (1 січня 1936)
- Оберлейтенант-цур-зее (1 жовтня 1937)
- Капітан-лейтенант (1 квітня 1940)
- Корветтен-капітан (1 листопада 1944)

## Нагороди
- Медаль «За вислугу років у Вермахті» 4-го класу (4 роки)